# Jean Clareboudt

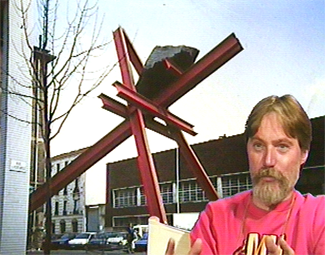
Jean Clareboudt 1995

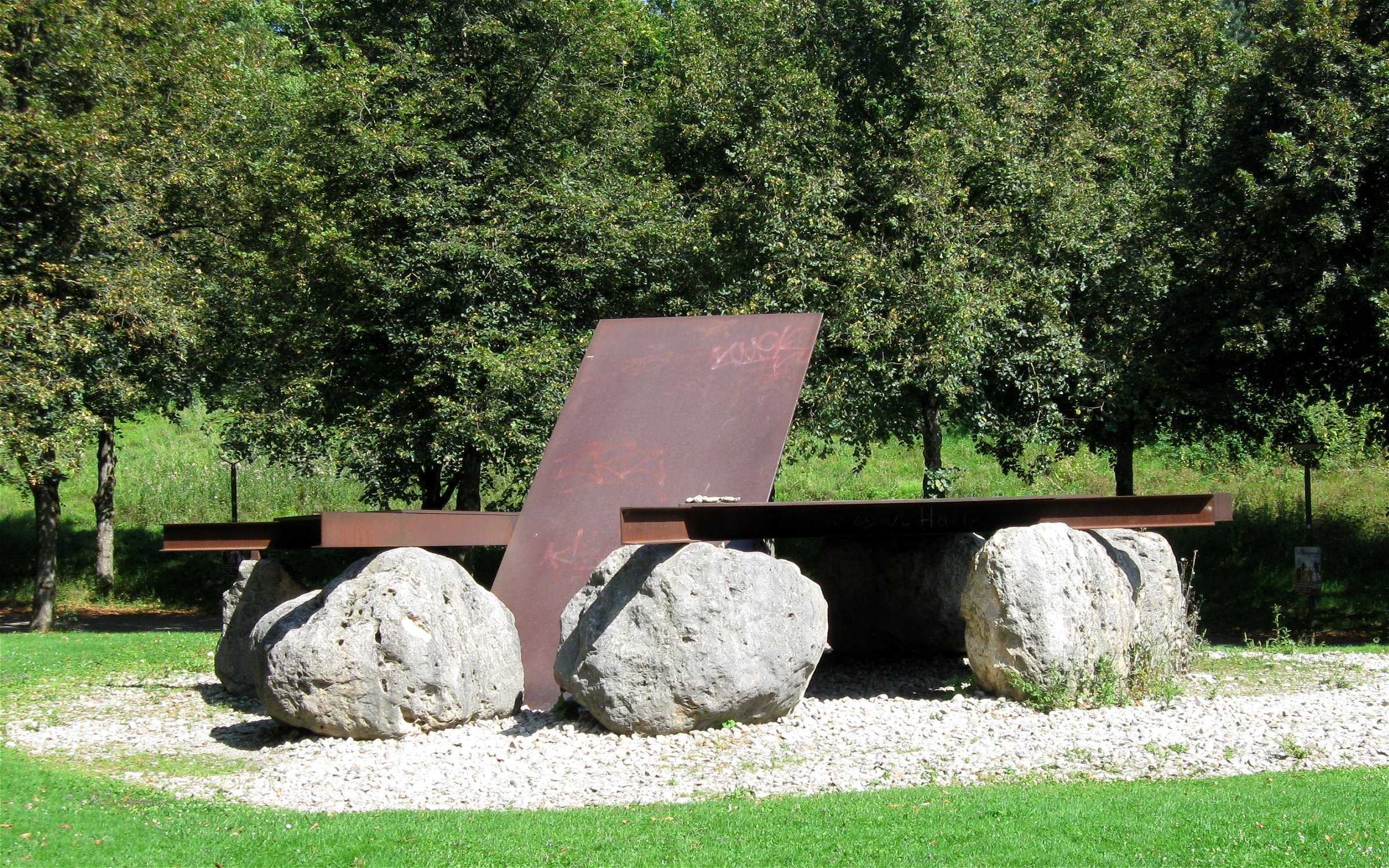
Terrasse, Westpark, München

Jean Clareboudt (* 1944 in Lyon; † 7. April 1997 in der Türkei) war ein französischer Bildender Künstler.

## Leben
Nach dem Besuch der École supérieure d’arts graphiques Penninghen in Paris 1961–1965 trat Clareboudt 1967 in die École nationale supérieure des beaux-arts de Paris ein.
Clarebout lebte zuletzt in Paris, La Chapelle-Basse-Mer und Pierre-Percée. Er kam 1997 während einer Reise in die Türkei zusammen mit seiner Ehefrau bei einem Unfall ums Leben.
Sein Hauptwerk machen Installationen aus. Darin beschäftigte Clareboudt sich vielfach mit Spannungen und Interaktionen zwischen Raum, Ort und den Materialien Holz, Stein und Stahl, die er teilweise der Natur entnahm.